# Hrvatska nogometna reprezentacija do 16 godina
Hrvatska nogometna reprezentacija za igrače do 16 godina starosti (U-16) se natječe od 1993. godine. Pod organizacijom je Hrvatskog nogometnog saveza.
Trenutačni izbornik je Robert Jarni.
Reprezentacija je do svibnja 2013. odigrala ukupno 130 službenih utakmica, ostvarivši 65 pobjeda, 34 neriješenih rezultata i 31 poraza, uz gol-razliku 214:121.

## Uspjesi
- Europsko U-16 prvenstvo Austrija 1996. – četvrtfinalist
- Europsko U-16 prvenstvo Škotska 1998. – četvrtfinalist
- Europsko U-16 prvenstvo Češka 1999. – skupina
- Europsko U-16 prvenstvo Engleska 2001. – brončana medalja

## Rekordi
| - - Najviše nastupa: - Domagoj Pavičić (15) - Kazimir Poljak (13) - Mario Sačer (13) - Mato Ivanović (13) - Marko Dabro (13) - Stjepan Oštrek (13) |  | - - Najbolji strijelci: - Teo Kardum (9) - Fran Brodić (7) - Krešimir Makarin (6) - Marko Livaja (6) - Ante Roguljić (5) - Marko Dinjar (5) |

## Vanjske poveznice
- Službene stranice HNS-a